# Церковь Святого Иоанна Крестителя (Крайстчерч)
Церковь Святого Иоанна Крестителя (англ. St John the Baptist Church) — бывшая англиканская церковь в Крайстчерче, Новая Зеландия. Она располагалась на площади Латимер по адресу 234 Херефорд-стрит. Сегодня церковь известна как Церковь Латимер и проводит собрания в Сент-Олбансе.
Кентерберийская ассоциация планировала построить четыре церкви в Крайстчерче. Церковь Святого Михаила и Всех Ангелов была построена в 1851 году, Святого Луки в 1859 году и Святого Иоанна в 1864 году. Четвёртая церковь, запланированная на Кранмер-сквер, так и не была построена. Церковь Святого Иоанна Крестителя была спроектирована Максвеллом Бери (1825—1912), архитектором, приехавшим в Литтелтон в 1854 году и ответственным за ряд ранних зданий Нельсона, включая палаты Совета провинции Нельсон. В проектировании также принимал участие Бенджамин Маунтфорт (1825—1898).
Церковь Святого Иоанна Крестителя была выполнена в стиле готического возрождения, построена из камня и отличалась приземистой нормандской башней и многоугольным алтарём. В интерьере доминировала открытая деревянная крыша. Витражное окно церкви когда-то было частью мемориала из трёх окон, посвященного известному масону, Октавиусу Матиасу (1805—1864), первому капеллану Провинциальной Великой Ложи Кентербери и бывшему архидиакону Акароа. Масоны сыграли важную роль в церемонии закладки первого камня в 1864 году, и до сих пор сохраняют связь с Церковью Святого Иоанна Крестителя. Окно в память о Матиасе было спроектировано Максвеллом Бери, хотя эксперт по витражам, Фиона Киаран, утверждает, что первоначальный проект Бери был изменён английским витражистом, Робертом Бейном.
Первый камень в основание этой церкви был заложен на Рождество Иоанна Предтечи (24 июня) 1864 года, а освящена церковь была в день святого Иоанна Евангелиста (27 декабря) 1865 года.
2 апреля 1985 года Церковь Святого Иоанна Крестителя была внесена в перечень Фонда по охране исторических мест Новой Зеландии за номером 293 как объект первой категории. Церковь значима как первая англиканская церковь, построенная из постоянных материалов в Крайстчерче. Она напоминала о детальном планировании Кентерберийской ассоциации и их желании основать полностью англиканское поселение в Новой Зеландии. Церковь Святого Иоанна Крестителя была значима как одно из немногих зданий, построенных по проекту Максвелла Бери, сохранившихся в Новой Зеландии, и являлась отличительной особенностью площади Латимер.
Церковь была сильно повреждена во время землетрясения в Крайстчерче в 2011 году и впоследствии снесена.
На её участке был построен Картонный собор архитектора Сигэру Бана.